# Ключевая (Кемеровская область)
Ключевая — деревня в Тяжинском районе Кемеровской области. Входит в состав Нововосточного сельского поселения.

## География
Центральная часть населённого пункта расположена на высоте 265 метров над уровнем моря.

## Население
По данным Всероссийской переписи населения 2010 года, в деревне Ключевая проживает 89 человек (42 мужчины, 47 женщин).

## Организации
- Ретрансляционная станция [6] , телевизионная башня высотой 250 метров.